# Kepler-35
Kepler-35 — двойная звезда, которая находится в созвездии Лебедя на расстоянии около 5365 световых лет от Солнца. Вокруг звезды обращается, как минимум, одна планета.

## Характеристики
Kepler-35 — двойная система из солнцеподобных звёзд; впервые упоминается в каталоге 2MASS под наименованием 2MASS J19375927+4641231. В настоящий момент более распространено наименование Kepler-35 , данное исследователями из проекта телескопа Kepler, открывшими у звезды планету. Главный компонент A по своим характеристикам очень похож на наше Солнце. Масса и размеры компонента B значительно меньше солнечных. Светимость второго компонента составляет всего 41 % солнечной. Обе звезды движутся вокруг общего центра масс по круговой орбите с периодом 20,7 суток.

## Планетная система
В 2012 году группой астрономов из проекта телескопа Kepler было объявлено об открытии планеты Kepler-35 b в этой системе. Она представляет собой газовый гигант, имеющий массу, равную 40 массам Земли. Kepler-35 b обращается вокруг родительских звёзд на расстоянии 0,6 а.е., совершая полный оборот за 131 сутки.